# Synagoga w Głownie
Synagoga w Głownie – zbudowana została przed 1881 r. Do 1 września 1939 r. funkcjonowała jako tzw. "Mała Synagoga". Podczas II wojny światowej została zdewastowana przez Niemców i całkowicie utraciła swój religijny charakter. W pobliżu, bezpośrednio nad rzeką Brzuśnią, zachował się także budynek rytualnej łaźni. W oddalonym od synagogi o ok. 500 m dawnym budynku szkoły religijnej i zarządu gminy żydowskiej, wzniesionym w latach 1938–1939, od 1945 mieści się Urząd Miejski.
W Głownie znajdował się także założony w połowie XVIII wieku cmentarz żydowski. Po roku 1945 jego teren zajęła fabryka. W latach 70. XX w. obszar sąsiadujący z dawnym cmentarzem zalany został przez sztucznie utworzony zalew Mrożyczka.